# Aglaia agglomerata
Aglaia agglomerata là một loài thực vật thuộc họ Meliaceae. Loài này có ở Indonesia và Papua New Guinea.